# MacDonnell Ranges
23°42′S 132°30′Ø / 23.700°S 132.500°Ø
MacDonnell Ranges er en 644 km lang bjergkæde i det centrale Australien. Den består af parallelle bjergrygge, og løber øst og vest for Alice Springs.